# Wilhelm Schippert
Wilhelm Schippert (* 24. November 1907 in Walddorf, Oberamt Tübingen; † 5. August 1980 in Backnang) war ein deutscher Landrat.

## Leben und Werk
Der Sohn eines Pfarrers besuchte das Eberhard-Ludwigs-Gymnasium Stuttgart. Von 1922 bis 1926 besuchte er die Theologischen Seminare in Schöntal und Urach. Von 1926 bis 1930 studierte er Rechtswissenschaften in Tübingen und Berlin. Seit 1927 war er Mitglied der Studentenverbindung Luginsland Tübingen. 1930 und 1933 legte er die höheren Justizdienstprüfungen ab. 
Ab 1930 arbeitete er als Gerichtsreferendar beim Amts- und Landgericht Stuttgart und als Gerichtsassessor beim Justizministerium. Von 1935 bei 1939 war er Regierungsrat bzw. Oberregierungsrat im Reichsministerium für Volksaufklärung und Propaganda in Berlin. Von 1939 bis 1945 nahm Wilhelm Schippert am Zweiten Weltkrieg teil. Nach dem Krieg begann er von 1946 bis 1949 als Verlagsangestellter und von 1949 bis 1956 als Rechtsanwalt in Stuttgart. 1956 wurde er als Regierungsrat beim Landratsamt Ludwigsburg wieder in den öffentlichen Dienst übernommen. Er wechselte 1958 als Erster Landesbeamter zum Landratsamt Schwäbisch Gmünd. Von 1961 bis 1972 war er Landrat beim Landkreis Backnang.  